# Sympetrum roraimae
Sympetrum roraimae is een libellensoort uit de familie van de korenbouten (Libellulidae), onderorde echte libellen (Anisoptera).
De wetenschappelijke naam Sympetrum roraimae is voor het eerst geldig gepubliceerd in 1988 door De Marmels.